# Jeux d'Asie de l'Ouest
Les Jeux de l'Asie de l'Ouest sont une compétition omnisport organisée par la Fédération des Jeux de l'Asie de l'Ouest (WAGF) ayant lieu tous les 4 ans depuis 1997. Les athlètes participants viennent de l'Asie de l'Ouest, soit les pays et territoires de l'Olympic Council of Asia (OCA).
Les Jeux de l'Asie de l'Est sont 1 des 5 jeux régionaux de l'OCA, lesquels sont les Jeux de l'Asie centrale, les Jeux d'Asie du Sud, les Jeux d'Asie du Sud-Est, les Jeux de l'Asie de l'Est et ceux-ci, les Jeux de l'Asie de l'Ouest.

## Pays participants
Les pays participants sont ceux de l'WAGF, en français FJAO, soient :
- Arabie saoudite
- Bahreïn
- Émirats arabes unis
- Iran
- Irak
- Jordanie
- Koweït
- Liban
- Oman
- Palestine
- Qatar
- Syrie
- Yémen

Le Kirghizistan, le Tadjikistan et le Turkménistan sont des membres fondateurs de l'WAGF; cependant, ils participent désormais aux Jeux centrasiatiques.

## Éditions
| Année | no de l'édition | Lieu        | Date              | Nbre de nations     | Nbre de participants | Nbre de sports      | Nbre d'épreuves     |
| ----- | --------------- | ----------- | ----------------- | ------------------- | -------------------- | ------------------- | ------------------- |
| 1997  | I               | Téhéran     | 19 – 28 novembre  | 10                  | 850                  | 15                  | ?                   |
| 2002  | II              | Koweït City | 4 – 12 avril      | 12                  | ?                    | 10                  | 69                  |
| 2005  | III             | Doha        | 1er – 10 décembre | 13                  | 1 200                | 12                  | 116                 |
| 2013  | IV              | Téhéran     |                   | Pas encore disputée | Pas encore disputée  | Pas encore disputée | Pas encore disputée |

## Table des médailles totales
| Rangs | CNO                 | Médaille d'or | Médaille d'argent | Médaille de bronze | Total |
| ----- | ------------------- | ------------- | ----------------- | ------------------ | ----- |
| 1     | Iran                | 92            | 73                | 88                 | 253   |
| 2     | Koweït              | 71            | 59                | 56                 | 186   |
| 3     | Syrie               | 44            | 46                | 49                 | 139   |
| 4     | Qatar               | 37            | 33                | 33                 | 103   |
| 5     | Kirghizistan        | 26            | 15                | 16                 | 57    |
| 6     | Arabie saoudite     | 15            | 16                | 20                 | 51    |
| 7     | Jordanie            | 7             | 17                | 20                 | 44    |
| 8     | Émirats arabes unis | 7             | 10                | 11                 | 28    |
| 9     | Liban               | 7             | 9                 | 10                 | 26    |
| 10    | Turkménistan        | 5             | 13                | 30                 | 48    |
| 11    | Tadjikistan         | 3             | 11                | 19                 | 33    |
| 12    | Bahreïn             | 3             | 2                 | 4                  | 9     |
| 13    | Yémen               | 3             | 1                 | 3                  | 7     |
| 14    | Irak                | 2             | 1                 | 7                  | 10    |
| 15    | Oman                | 0             | 5                 | 6                  | 11    |